# Chimarra pinga
Chimarra pinga là một loài Trichoptera trong họ Philopotamidae. Chúng phân bố ở miền Australasia.